# Piotr Brzózka
Piotr Brzózka, né le 14 novembre 1989 à Rydułtowy, est un coureur cycliste polonais.

## Palmarès en VTT

### Jeux olympiques
- 2012 à Londres, au Royaume-Uni
  - Qualifié

### Championnats du monde
- Championnats du monde de relais par équipes VTT
  -  Médaille d'argent en junior en 2007, à Fort William
  -  Médaille d'argent en relais par équipes en 2007, à Fort William